# Бангі
Банґі́ (фр. Bangui; санго Bangî) — столиця та найбільше місто Центральноафриканської Республіки, політичний, економічний та культурний центр країни.

## Географія
Місто розташоване на правому березі річки Убангі.

## Клімат
| Кліматограма Банґі | Кліматограма Банґі | Кліматограма Банґі | Кліматограма Банґі | Кліматограма Банґі | Кліматограма Банґі | Кліматограма Банґі | Кліматограма Банґі | Кліматограма Банґі | Кліматограма Банґі | Кліматограма Банґі | Кліматограма Банґі |
| --- | ------------------ | ------------------ | ------------------ | ------------------ | ------------------ | ------------------ | ------------------ | ------------------ | ------------------ | ------------------ | ------------------ |
| С | Л                  | Б                  | К                  | Т                  | Ч                  | Л                  | С                  | В                  | Ж                  | Л                  | Г                  |
| 13 32 23 | 26 34 24           | 92 33 24           | 128 31 24          | 131 31 23          | 109 30 23          | 143 29 22          | 201 29 22          | 206 29 22          | 221 29 22          | 112 30 22          | 23 32 22           |
| Середня макс. і мін. температури повітря (°C) Атмосферні опади (мм), за рік : 1405 мм. Джерело: Банґі «Climate-Data.org» (англ.) |                    |                    |                    |                    |                    |                    |                    |                    |                    |                    |                    |

## Історія
Місто було засноване в 1889 році як французький військовий пост в колонії Убангі-Шарі, пізніше місто було перейменоване в Кубанго-Шарі і стало частиною Французької Екваторіальної Африки.
Назва міста в перекладі означає «пороги». Бангі стало адміністративним центром в колоніальну епоху і як і раніше є адміністративним центром ЦАР. Виділена в особливу адміністративну одиницю, прирівняну до префектури.
Широкомасштабна хвиля насильства вибухнула в Бангі після виборів у березні 1981 року, які мали місце після французької операції з повалення Жана-Беделя Бокасси в 1979 і заміни його на Давида Дако.
У березні 1986 року в місті в результаті аварії французького літака Jaguar загинуло 35 осіб, що привело до посилення анти-французьких настроїв. Але президент республіки Андре Колінґба і надалі дозволив присутність французьких військових баз на території країни.
У травні 1996 року в Бангі стався бунт солдатів, які вимагали підвищення заробітної плати і відставки президента Анжа-Фелікса Патассе. Французькі війська, дислоковані в країні, придушили заколот, але місто було дуже сильно пограбоване і було вбито понад 50 осіб.
Після того як президент Патассе оголосив про створення уряду національної єдності на початку 1997 року, війська заколотнирків не захотіли відмовитися від військової бази в Бангі. Нові бойові дії почалися в червні.
Лідер повстанців Франсуа Бозізе прийшов до влади шляхом захоплення Бангі в березні 2003 року і витіснення Патассе. Ситуація в місті в даний час покращується, але ситуація достатньо хитка.
Після досліджень проведених в 2009 році компанією Mercer Human Resources Consulting, Бангі було присвоєно 214 місце з 215 серед найгірших міст світу за якістю життя. Багдад був єдиним містом, який отримав нижчу оцінку, ніж Бангі.
У 2011 році за цими ж дослідженнями місто Бангі зайняло 218 місце з 221, нижче нього були лише Абіджан (Кот-д'Івуар), Нджамена (Чад) та Багдад (Ірак).

## Демографія
Населення міста становить 889 231 осіб (станом на 2020 рік); 622,77 тис. осіб у 2003 році, 279,79 тис. в 1975, 451,69 тис. у 1988 році.

## Транспорт
У Банґі діє річковий порт та аеропорт, місто є значним транспортним вузлом. Через нього здійснюється майже вся зовнішня торгівля ЦАР та сусіднього Чаду. 

## Економіка
Серед галузей промисловості розвинені виробництво текстилю та одягу, сигарет, пива, взуття, офісного устаткування, лісоматеріалів та виробів з металу.

## Інфраструктура
Місто має університет, музей імені Б. Боганди.